# Westwood Studios
Westwood Studios is een voormalige producent van computer- en consolespellen (Playstation, Nintendo, Sega) gevestigd in de Amerikaanse stad Los Angeles.

## Geschiedenis
Het bedrijf werd opgericht in 1985 door Brett Sperry en Louis Castle onder de naam Brelous Software (beide voornamen samengevoegd) en zijn begonnen in de garage van Louis. De naam werd echter na 2 maanden gewijzigd in Westwood Associates omdat ze de naam niet 'catchy' genoeg vonden. In het begin waren ze vooral bezig met het porten van games naar andere platformen.

Uiteindelijk is Westwood zelf games gaan maken en hebben ze zichzelf voor het eerst goed op de kaart gezet met de Eye of the Beholder games. Ze werden later nog bekender door spellen in de genres real-time strategy (rts), avonturen- en rollenspel. In 1992 werd het bedrijf gekocht door Virgin Games, waardoor Westwood toegang kreeg tot het immens grote distributienetwerk van Virgin. Tevens veranderde de naam bij de overname in Westwood Studios. Westwood kreeg grote bekendheid met de eerste echte rts-game Dune II. Dit is uiteindelijk geëvolueerd in de Command & Conquer-franchise die in september 1995 op de markt kwam. Terwijl Westwood meerdere sequels in de franchise en de spin-off Command & Conquer: Red Alert uitbracht, verscheen in 1997 het op de sciencefictionfilm Blade Runner gebaseerde point-and-click adventure Blade Runner. Het was een van de weinige keren dat een op een film gebaseerde game goed ontvangen werd en de eerste keer dat een studio meerdere succesvolle games uitbracht in meerdere genres.

In 1998 zat Virgin in financiële moeilijkheden en heeft Electronic Arts (EA) het noord Amerikaanse deel van Virgin gekocht. Hierin zaten Westwood en een andere ontwikkelaar, Burst Studios. EA heeft Burst Studios omgedoopt tot Westwood Pacific. De deal werd gesloten voor 122,5 miljoen USD. 11 dagen na de overname werd Red Alert Retaliation uitgebracht voor de Playstation 1. Omdat dit zo kort na de overname was, zijn er versies van Retaliation waar het Virgin logo nog gebruikt is omdat de covers en cd's al waren geprint. Hetzelfde geldt voor Dune 2000 dat in begin september werd uitgebracht.

Tijdens de overname in 1998 was Westwood ook al bezig met de ontwikkeling van Tiberian Sun. Door de overname was er extra budget vrij gekomen waardoor ze nog meer ideeën en nieuwe technologieën konden toepassen (bijvoorbeeld het zogeheten 'deformable terrain', en units die onder de grond konden). Tiberian Sun liep echter meerdere keren vertraging op en EA heeft uiteindelijk een deadline gesteld waarop Tiberian Sun klaar moest zijn voor verkoop: 27 augustus 1999. Hierdoor zijn er veel ideeën geschrapt en is het spel overhaast uitgebracht, met diverse bugs en glitches tot gevolg. Deze hebben ze middels hotfixes weten te verhelpen.

Vervolgens brachten ze nog een aantal games uit in de Command & Conquer-franchise; Tiberian Sun Firestorm in 2000, en Westwood Pacific maakte Red Alert 2 in 2000 (met de uitbreiding Yuri's Revenge in 2001) en NOX in 2000. In 2002 volgden nog twee games, te weten de first-person shooter Command & Conquer: Renegade en Earth and Beyond. Laatstgenoemde was de laatste game voordat Westwood Studios, inclusief Westwood Pacific (die al eerder dat jaar was hernoemd naar EA Pacific), op 31 maart 2003 door EA gesloten werd en opging in EA Los Angeles. Een aantal medewerkers ging verder bij EA, anderen - waaronder componist Frank Klepacki - richtten vlak na de sluiting Petroglyph Games op.
Het bekendste concept van het bedrijf was de Command & Conquer-franchise die sinds de sluiting van Westwood Studios is voortgezet door Electronic Arts.

## Selectie van Westwood-spellen
- Blade Runner
- Command & Conquer-serie
- Dune II, Dune 2000 en Emperor: Battle for Dune
- Earth & Beyond
- Lands of Lore-serie
- The Lion King
- The Legend of Kyrandia-serie
- Nox
- Resident Evil (port naar pc)
- The Legend of Kyrandia